# Caffrowithius hanangensis hanangensis
Caffrowithius hanangensis hanangensis es una subespecie de arácnido  del orden Pseudoscorpionida de la familia Chernetidae.

## Distribución geográfica
Se encuentra en Tanzania.